# ویلیام لبارون
ویلیام لبارون (انگلیسی: William LeBaron؛ ۱۶ فوریهٔ ۱۸۸۳ – ۹ فوریهٔ ۱۹۵۸) تهیه‌کننده فیلم، ترانه‌سرا و نویسنده لیبرتو برای اپرت، نمایشنامه‌نویس و فیلم‌نامه‌نویس اهل ایالات متحده آمریکا بود.
او مدتی رئیس شرکتِ آر.ک.ئو بود و در آنجا جایگزین دیوید او سلزنیک شده بود.
از فیلم‌ها یا مجموعه‌های تلویزیونی که وی در آن‌ها نقش داشته است، می‌توان به جنایت بی‌نقص، تیم اضطراری، مشکل دشوار، هر شب، آن زن به او بد کرد، نیویورک، دوستان و عشاق، سیمارون، به طور کامل و بو ژست اشاره نمود.